# Тундух
Тундух — покинутый аул в Чеберлоевском районе Чеченской Республики.
Содержательные сведения из народного предания о правителях сел. Тундахой (тондухой) были записаны Н. С. Иваненковым. И. М. Саидову удалось уточнить и дополнить эти сведения. По этим данным в укрепленном сел. Тундахой (село состояло из каменных сооружений) в XVIII веке (10 поколений назад, как указывает Н. С. Иваненков) правил Эла Халч, сын Сарки, который объединил под своим началом чеберлоевцев.
Когда аварский (по другим версиям джайский или грузинский) князь пытался обложить чеберлоевцев данью, то Эла Халч отказался выполнить это требование, воскликнув: — Мы царского рода Ираклия! Эла Халч Саркаев имел постоянную дружину из 63 человек и располагал правом военной поддержки со стороны подвластного поселения.
Благодаря этому он добился ряда побед над соседними князьями, изгнал иноземцев, но превратился в деспота над народом. Потомки Эла Халча, очевидно, унаследовали феодальные замашки своего предка, почему Шамиль и казнил из потомков Эла Халча Саркаева 15 человек, якобы, за их знатное происхождение.

## География
Аул расположен к юго-востоку от районного центра Шаро-Аргун.
Ближайшие населённые пункты: на северо-западе — Алиханаул и Цикарой, на северо-востоке — Обузалаул и Макажой, на юго-западе — Буни и Тунжи-Аул, на юго-востоке — Харкарой.